# Tigveni
Tigveni est une commune roumaine située dans le județ d'Argeș.